# پترا تو دیگنی
پترا تو دیگنی (به لاتین: Petra tou Digeni) یک منطقهٔ مسکونی در قبرس شمالی است که در ناحیه لفکوشا واقع شده‌است. پترا تو دیگنی ۴۰۱ نفر جمعیت دارد.